# (2738) Viracocha
(2738) Viracocha (1940 EC) – planetoida z grupy pasa głównego asteroid okrążająca Słońce w ciągu 4,49 lat w średniej odległości 2,72 j.a. Odkryta 12 marca 1940 roku.